# コウテイ
コウテイは、かつて吉本興業（大阪本社）に所属していたお笑いコンビ。大阪NSC35期生。第41回ABCお笑いグランプリ王者。2023年1月31日をもって解散。

## メンバー
下田 真生（しもた まさき、1993年5月15日 - ）（32歳）
ボケ（たまにツッコミ）担当。立ち位置は向かって左。
- 鹿児島県出水市出身。身長164cm、血液型B型。
- 重力に逆らうように全ての髪を立ち上げている。
- 苗字の読みは「しもだ」ではなく「しもた」である。祖父の代までは「しもだ」だったが父が役所に申請し「しもた」に変えたと述べている。
- 一人称は「わし」。
- 趣味・特技は卓球、将棋。また大のギャンブル好きであり、いつでもお金を借りられるように実印を持ち歩いている。鹿児島県立出水工業高等学校卒業で、コントで使用する小道具制作も得意とする。
- 粗品（霜降り明星）を慕っている。前田龍二（なにわスワンキーズ・2023年5月に解散）、大東翔生（ダブルヒガシ）を加えた4人で度々パチンコなどのギャンブルに興じるという。粗品のYouTubeチャンネルでは、この4人で「ギャンブル四兄弟」を名乗っている。
- 漫才中に背中を大きく逸らすツッコミをすることが特徴であるが、これが原因で舞台上でぎっくり腰を発症したことがある。
- 2022年7月28日深夜放送の『コウテイの銀蛾・流電音（ギガ・ルデオ）』（MBSラジオ）内で、一般女性と結婚し、女児が誕生していたことを報告した。結婚および娘の誕生は放送より3年ほど前のことで、発表するタイミングがなく報告が遅れたという。
- コウテイの解散後は芸名を「シモタ」に改めている。
- 当コンビ解散後の2023年2月以降はピンで活動していたが、同年6月29日に前田龍二（元なにわスワンキーズ）との新コンビ「シモリュウ」を結成したことを報告し、同年7月1日からコンビとしての活動を開始。

九条 ジョー（くじょう ジョー、1994年1月13日 - ）（31歳）
ツッコミ（たまにボケ）ネタ作り担当。立ち位置は向かって右。
- 滋賀県長浜市出身、身長184cm、血液型A型。
- 本名：小川 拓文（おがわ たくや）旧芸名：緒川 拓文（同じ読み）
- 髪型はビシッとした八二分け。ややポエマー。喫煙者。
- 趣味は熱帯魚飼育、釣り、海外の映画鑑賞。
- 私服がおしゃれだと定評がある。特に好きな映画として『ウルフ・オブ・ウォールストリート』を挙げている。また音楽鑑賞も趣味で、好きなアーティストにプラスチックス、ヒカシュー、My Hair is Bad、ドミコ、愛はズボーンなどを挙げている。SEではTempalay、P-MODELなども使用している。
- 「ズィーヤ」や「やばスギ薬局！」などの持ちギャグがあり、実際にスギ薬局ではアルバイト経験がある。
- 「ズィーヤ」で顎の歪みが酷くなり、2019年に手術を行った。
- 実家はかつて熱帯魚店を経営していたが倒産、およそ1億円もの借金を抱えたことから貧乏な家庭環境で育つ。その一方で親の「いい大学に行っていい仕事に就いてほしい」という希望から、学生時代は公立の中高一貫校である滋賀県立河瀬中学校・高等学校に通っていた。そんな折にテレビで見た笑い飯や千鳥の漫才に影響され、芸人を目指すようになる。このことに家族は賛成してくれたという。
- ブログで短編小説を執筆しており、書籍の受注販売を行った。
- 2022年12月29日から体調不良のためしばらく休養することを発表していたが、解散翌日の2023年2月1日より活動再開を発表。
- 活動再開以後はピンで活動していたが、同年6月にヤス（ナイチンゲールダンス）が主催した「九条相方探しライブ」で宮本勇気（元モンローズ、現・たいよう）と初対面し、相性の良さを感じたことから翌2024年5月に「レ・ヴァン」を結成したことを発表するも、結成から約8か月後の2025年1月13日に行われたライブ「レ・ヴァン・デ・ア・ラ・カルト」にて解散を発表した。
- 「レ・ヴァン」解散後の2025年6月からは、谷拓哉（元パンプキンポテトフライ）とのユニットとしても活動している。

## 略歴
- 共にNSC大阪校35期（2012年入学）。養成所時代に同じクラス・班、そして同じマンションに住んでいたことから意気投合しコンビ結成[19]。
- コンビ名の由来は、2人の身長の差が大きく「高低」差があったから[20]。また後付けの理由として「自分たちが一番面白いんだと肯定していく」という意味や、「お笑い界の皇帝」という意味も含んでいる[20]。
- NSC在学中に芸人仲間とマリオパーティをしていた際のケンカをきっかけに1度目の解散[21]。その後九条は4・5人の芸人と組むも納得のいく相手に出会えず、下田はピンで活動するも手応えを感じられなかったことから2ヶ月後に再結成。その後、最下層のCクラスでNSCを卒業する[22]。同期には首席で卒業したゆりやんレトリィバァや、NSC時代から漫才に定評があり『第8回ytv漫才新人賞』で優勝したからし蓮根、『R-1ぐらんぷり2018』王者の濱田祐太郎など、早咲きのメンバーが多数いる。
- その後プロとして活動するもオーディションではなかなかウケず、強制終了される日々が2〜3年ほど続く。このことから再び解散を考えるも「どうせ最後やし、めちゃくちゃしてもええわ」と腹を括ったところ、当時出演した企画で優勝し、解散を思いとどまった[21]。
- コンビ仲の悪化により、芸歴4年目の2016年3月末に2度目の解散。しかしその後、下田はピン芸人、九条は他の芸人とのコンビでうまくいかなかったことから、九条が下田に申し込んで2016年10月に再々結成した[21]。
- 再々結成の半年後に再び解散の危機に瀕するが、当時のよしもと漫才劇場の支配人に「先輩方にもそういう時期はあったけど今はうまくいってる。なんとかなるよ」と言われたことをきっかけに思いとどまった[21]。
- 上記のように「解散して再結成」を2回経ており、自他共に認める「不仲コンビ」であったことからメディアでも「不仲」を強調して取り上げられることが多かった。しかし、後にはネタで揉めた場合には下田が折れる形で丸く収まるという形になったため、九条自身は不仲であることを否定していた[23]。
- 久保田かずのぶ（とろサーモン）にイチオシされていた。「とろサーモンだよ!自宅に集合」（GYAO!）の「久保田のM-1 2019三連単予想」というコーナーにて、さらば青春の光、猫塾を抑えて一位に選ばれた[24]。
- 2020年、第41回ABCお笑いグランプリで優勝。ファーストステージでは漫才、ファイナルステージではコントを披露した。その後ABEMAにて優勝者特番に出演した際、下田と仲が良く番組のMCを務めていた粗品（霜降り明星）が号泣した。
- 「NYLON'S NEXT 2021」の芸人部門を受賞[25]。
- 2023年1月20日、同月末をもって解散することを発表[1][26]。これが3度目の解散となった。解散後、両メンバーともピン芸人に転向[1]。下田は芸名を「シモタ」に改名し、ピン芸人としての活動を経て、2023年6月に元なにわスワンキーズの前田龍二と新コンビ「シモリュウ」を結成[5]。九条もピン芸人として活動したのち、2024年5月に元モンローズの宮本勇気と新コンビ「レ・ヴァン」を結成するも[16]、2025年1月に解散[17]。以降、再びピン芸人として活動。

## 芸風
芸風は自称・超不完全究極肯定完全感覚奇天烈。九条はコウテイというジャンルを作りたいとも語っている。コンビで臙脂色のマオカラースーツを揃って着用。漫才・コントのどちらも行い、ボケ・ツッコミもネタによって入れ替えるなど、幅広い芸風を持つ。
下田のダイナミックな動きと表現力、九条の甲高い声で発される自由奔放で独特なワードや、「OK釈迦地蔵」「ズィーヤ」というギャグも特徴。
九条はネタ中の動きに合わせて頻繁にセンターマイクの高さを調整する。
下田は自粛期間中、モールス信号を暗記した。
バラエティ番組では同期や先輩芸人を貶したり、敢えて流れを崩すようにボケて荒れさせたりするなど、尖った芸風でもある。この場合、独特な表現と鋭い言い方で切り込む九条に対して下田がバランサーとしてフォローするという役割になっている。また、話を振られた時、九条がそれっぽい英語で下田に話し、下田が絶対に違うような訳をすることもある。

## 賞レース成績
| 年度             | 結果         | エントリー No. | 会場                 | 日程     | 備考                           |
| ---------------- | ------------ | -------------- | -------------------- | -------- | ------------------------------ |
| 2015年（第11回） | 3回戦進出    | 875            | よしもと祇園花月     | 10月28日 |                                |
| 2016年（第12回） | 3回戦進出    | 1570           | よしもと祇園花月     | 10月20日 |                                |
| 2017年（第13回） | 準々決勝進出 | 1363           | メルパルクホール大阪 | 11月2日  |                                |
| 2018年（第14回） | 3回戦進出    | 333            | よしもと祇園花月     | 10月24日 |                                |
| 2019年（第15回） | 準々決勝進出 | 489            | なんばグランド花月   | 11月18日 |                                |
| 2020年（第16回） | 準決勝進出   | 739            | NEW PIER HALL        | 12月2日  | 敗者復活戦6位                  |
| 2021年（第17回） | 3回戦進出    | 3762           | —                    | —        | 新型コロナ感染により出場辞退   |
| 2022年（第18回） | 準決勝進出   | 4521           | NEW PIER HALL        | 11月30日 | 敗者復活戦は体調不良により欠場 |

| 年度             | 結果         |
| ---------------- | ------------ |
| 2017年（第10回） | 準々決勝進出 |
| 2019年（第12回） | 準決勝進出   |
| 2021年（第14回） | 準々決勝進出 |

| 年度             | 結果     | 備考                        |
| ---------------- | -------- | --------------------------- |
| 2019年（第40回） | 決勝進出 | 1stステージ ｰ Cブロック敗退 |
| 2020年（第41回） | 優勝     |                             |

| 年度            | 結果                              | 備考                                                                          |
| --------------- | --------------------------------- | ----------------------------------------------------------------------------- |
| 2018年（第3回） | 新人賞ノミネート                  |                                                                               |
| 2019年（第4回） | 新人賞ノミネート                  |                                                                               |
| 2020年（第5回） | 大賞ノミネート                    | - オシャレ芸人ランキング：2位:九条ジョー - ダサい芸人ランキング：6位:下田真生 |
| 2021年（第6回） | 大賞ノミネート （最終ノミネート） | - オシャレ芸人ランキング：1位:九条ジョー - ダサい芸人ランキング：5位:下田真生 |

| 年度             | 結果            | 備考                                   |
| ---------------- | --------------- | -------------------------------------- |
| 2018年（第7回）  | ROUND3 10位敗退 |                                        |
| 2019年（第8回）  | 決定戦 6位      | ROUND1 11位 ROUND2 12位 ROUND3 2位通過 |
| 2020年（第9回）  | ROUND3 4位敗退  | ROUND1 3位 ROUND2 6位                  |
| 2021年（第10回） | 決定戦 準優勝   | ROUND1 5位 ROUND2 3位通過              |
| 2022年（第11回） | ROUND3 4位敗退  |                                        |
| 2023年（第12回） | 決定戦 辞退     | ROUND1 2位通過                         |

### その他
- 2019年 第40回 今宮子供えびすマンザイ新人コンクール 福笑い大賞
- 2020年 MBSラジオ演芸 第8回ヤングスネーク杯 優勝[33]
- 2021年 R-1グランプリ 準決勝進出（下田）
- 2021年 第56回上方漫才大賞 新人賞ノミネート

## 出演

### テレビ
- 有田ジェネレーション（TBSテレビ→Paravi） - レギュラー出演
- 千原ジュニアの座王（関西テレビ） - 不定期出演
- 有吉の壁（日本テレビ） - 不定期出演
- ネタパレ（フジテレビ） - 不定期出演
- 千鳥のクセがスゴいネタGP（フジテレビ） - 不定期出演
- バズ★ナイトナマー!（毎日放送、2020年5月28日 - 12月17日） - レギュラー出演
- あさパラS（読売テレビ） - 不定期出演
- 2時45分からはスローでイージーなルーティーンで（関西テレビ） - 不定期出演
- RPGコウテイ君（朝日放送テレビ、2021年10月17日 - 12月18日、2022年3月27日 ） - 冠番組
- うまンchu（関西テレビ、 2021年10月 - 2023年1月）-　スタジオレギュラー

#### 特別番組
- オールザッツ漫才（毎日放送）
- ABCお笑いグランプリ（朝日放送テレビ、2019年度・2020年度）
- ytv漫才新人賞（読売テレビ、2019年度・2021年度）
- 漫才スプリング（テレビ大阪、2021度）
- グランマンザイ（朝日放送テレビ、2021年3月28日）
- 大人のアートバラエティ 秋の京都 de いとおかし（読売テレビ、2021年10月5日） - MC[34]
- おガチャさん（読売テレビ、2022年3月21日）
- コウテイのMy pace High pace ～ネクストブレイク芸人TV SHOW（3）（日テレプラス、2022年11月26日）[35]

### 配信サイト
- コウテイの「ギガぱち」（アミューズ公式YouTube、不定期配信）

### ラジオ
- コウテイの銀蛾・流電音 （MBSラジオ、2020年1月27日[36]  - 2023年2月2日）
- Friday Relaxing Space “Go!Go!”（e-radio エフエム滋賀、2020年7月17日）
- コウテイ競馬談義（ラジオNIKKEI、2021年 - 2022年）

### 映画
- ゾッキ（2021年4月2日公開、イオンエンターテイメント） - 伴 役（九条のみ）

### 舞台
- ハザカイキ（2024年3月31日 - 4月22日、THEATER MILANO-Z / 4月27日 - 5月6日、森ノ宮ピロティホール） - （九条のみ）[37]

### ドラマ
- ムショぼけ（朝日放送テレビ、2021年10月3日 - 12月12日） - HIRO 役（九条のみ）
- au（KDDI）「povo2.0 START!」篇（2021年9月29日 - ）[38][39]
- だが、情熱はある 第3話（日本テレビ、2023年4月23日） - 宮崎 役（九条のみ）[40]

## 単独ライブ
| 日付    | 名称         | 会場                  |
| ------- | ------------ | --------------------- |
| 7月21日 | 偽我・照苦脳 | よしもと漫才劇場/大阪 |

| 日付     | 名称         | 会場                  |
| -------- | ------------ | --------------------- |
| 2月22日  | 泥雲・銅龍堂 | よしもと漫才劇場/大阪 |
| 5月30日  | 惰理亜・楽房 | 道頓堀ZAZA HOUSE/大阪 |
| 6月25日  | 惰理亜・楽房 | 道頓堀ZAZA HOUSE/大阪 |
| 7月29日  | 惰理亜・楽房 | 道頓堀ZAZA HOUSE/大阪 |
| 8月30日  | 惰理亜・楽房 | 道頓堀ZAZA HOUSE/大阪 |
| 9月19日  | 惰理亜・楽房 | 道頓堀ZAZA HOUSE/大阪 |
| 10月23日 | 惰理亜・楽房 | 道頓堀ZAZA HOUSE/大阪 |
| 11月30日 | 惰理亜・楽房 | 道頓堀ZAZA HOUSE/大阪 |
| 12月13日 | 惰理亜・楽房 | 道頓堀ZAZA HOUSE/大阪 |

| 日付          | 名称         | 会場                     |
| ------------- | ------------ | ------------------------ |
| 1月7日        | 惰理亜・党訓 | 道頓堀ZAZA POCKET’S/大阪 |
| 2月21日       | 惰理亜・楽房 | 道頓堀ZAZA HOUSE/大阪    |
| 3月16日       | 殿乃無・壮想 | よしもと漫才劇場/大阪    |
| 4月26日       | 惰理亜・楽房 | 道頓堀ZAZA HOUSE/大阪    |
| 5月22日       | 惰理亜・楽房 | 道頓堀ZAZA HOUSE/大阪    |
| 5月31日       | 勢濃・牙栄童 | ヨシモト∞ホール/東京     |
| 6月7日        | 惰理亜・楽房 | よしもと漫才劇場/大阪    |
| 6月19日       | 惰理亜・党訓 | 道頓堀ZAZA POCKET’S/大阪 |
| 7月7日        | 惰理亜・楽房 | 道頓堀ZAZA HOUSE/大阪    |
| 8月13日       | 惰理亜・党訓 | 道頓堀ZAZA POCKET’S/大阪 |
| 8月30日       | 惰理亜・楽房 | よしもと漫才劇場/大阪    |
| 9月12日       | 惰理亜・党訓 | 道頓堀ZAZA HOUSE/大阪    |
| 9月28日・29日 | 鯨流・蝉動   | よしもと漫才劇場/大阪    |
| 10月4日       | 鯨流・蝉動   | 座・高円寺2/東京         |
| 10月21日      | 惰理亜・党訓 | 道頓堀ZAZA HOUSE/大阪    |
| 11月11日      | 惰理亜・党訓 | 道頓堀ZAZA HOUSE/大阪    |
| 11月22日      | 惰理亜・楽房 | よしもと漫才劇場/大阪    |
| 12月13日      | 惰理亜・楽房 | よしもと漫才劇場/大阪    |
| 12月24日      | 惰理亜・党訓 | 道頓堀ZAZA HOUSE/大阪    |

| 日付     | 名称                 | 会場                     | 備考 |
| -------- | -------------------- | ------------------------ | ---- |
| 1月11日  | 惰理亜・楽房         | よしもと漫才劇場/大阪    |      |
| 1月24日  | 惰理亜・党訓         | 道頓堀ZAZA HOUSE/大阪    |      |
| 2月15日  | 惰理亜・楽房         | よしもと漫才劇場/大阪    |      |
| 2月22日  | 惰理亜・党訓         | 道頓堀ZAZA POCKET’S/大阪 |      |
| 3月4日   | 惰理亜・党訓         | 道頓堀ZAZA HOUSE/大阪    | 中止 |
| 3月29日  | 惰理亜・楽房         | よしもと漫才劇場/大阪    | 中止 |
| 4月8日   | 惰理亜・党訓         | 道頓堀ZAZA HOUSE/大阪    | 中止 |
| 4月17日  | 波留渦・導流         | なんばグランド花月/大阪  | 中止 |
| 7月10日  | 惰理亜・楽房『満在』 | よしもと漫才劇場/大阪    |      |
| 7月15日  | 惰理亜・党訓         | よしもと漫才劇場/大阪    |      |
| 7月26日  | 惰理亜・楽房『混徒』 | よしもと漫才劇場/大阪    |      |
| 8月9日   | 惰理亜・楽房『満在』 | よしもと漫才劇場/大阪    |      |
| 8月20日  | 惰理亜・党訓         | よしもと漫才劇場/大阪    |      |
| 8月30日  | 惰理亜・楽房『混徒』 | よしもと漫才劇場/大阪    |      |
| 9月6日   | 惰理亜・楽房『満在』 | よしもと漫才劇場/大阪    |      |
| 9月12日  | 惰理亜・楽房『混徒』 | よしもと漫才劇場/大阪    |      |
| 9月21日  | 惰理亜・党訓         | よしもと漫才劇場/大阪    |      |
| 10月1日  | 惰理亜・楽房『違知』 | よしもと漫才劇場/大阪    |      |
| 10月31日 | 惰理亜・楽房『仁』   | よしもと漫才劇場/大阪    |      |
| 11月13日 | 惰理亜・楽房『違知』 | よしもと漫才劇場/大阪    |      |
| 11月24日 | 惰理亜・党訓         | よしもと漫才劇場/大阪    |      |
| 11月28日 | 惰理亜・楽房『仁』   | よしもと漫才劇場/大阪    |      |
| 12月5日  | 惰理亜・楽房         | よしもと漫才劇場/大阪    |      |

| 日付     | 名称                 | 会場                  | 備考                                                              |
| -------- | -------------------- | --------------------- | ----------------------------------------------------------------- |
| 1月9日   | 惰理亜・楽房『違知』 | よしもと漫才劇場/大阪 | 中止                                                              |
| 1月23日  | 惰理亜・楽房『仁』   | よしもと漫才劇場/大阪 | 中止                                                              |
| 2月13日  | 惰理亜・楽房『違知』 | よしもと漫才劇場/大阪 | 配信（オンラインチケットよしもと）                                |
| 2月23日  | 惰理亜・楽房『仁』   | よしもと漫才劇場/大阪 | 中止                                                              |
| 3月13日  | 惰理亜・楽房『違知』 | よしもと漫才劇場/大阪 |                                                                   |
| 4月11日  | 惰理亜・楽房『違知』 | よしもと漫才劇場/大阪 |                                                                   |
| 5月8日   | 惰理亜・楽房『違知』 | よしもと漫才劇場/大阪 | 中止                                                              |
| 5月28日  | 惰理亜・党訓         | よしもと漫才劇場/大阪 | 配信のみ。公演名が「惰理亜・楽房『仁』」→「惰理亜・党訓」へ変更。 |
| 6月3日   | 惰理亜・楽房『違知』 | よしもと漫才劇場/大阪 |                                                                   |
| 6月24日  | 惰理亜・楽房『仁』   | よしもと漫才劇場/大阪 |                                                                   |
| 7月12日  | 惰理亜・楽房『違知』 | よしもと漫才劇場/大阪 |                                                                   |
| 7月29日  | 惰理亜・楽房『仁』   | よしもと漫才劇場/大阪 |                                                                   |
| 8月2日   | 惰理亜・楽房『違知』 | よしもと漫才劇場/大阪 |                                                                   |
| 8月24日  | 惰理亜・楽房『仁』   | よしもと漫才劇場/大阪 |                                                                   |
| 9月10日  | 惰理亜・党訓         | よしもと漫才劇場/大阪 |                                                                   |
| 9月30日  | 惰理亜・楽房         | よしもと漫才劇場/大阪 |                                                                   |
| 10月14日 | 惰理亜・党訓         | よしもと漫才劇場/大阪 |                                                                   |
| 10月23日 | 惰理亜・楽房         | よしもと漫才劇場/大阪 |                                                                   |
| 11月13日 | 惰理亜・党訓         | よしもと漫才劇場/大阪 |                                                                   |
| 11月28日 | 惰理亜・楽房         | よしもと漫才劇場/大阪 |                                                                   |
| 12月4日  | 惰理亜・楽房         | よしもと漫才劇場/大阪 |                                                                   |

| 日付    | 名称                  | 会場                  |
| ------- | --------------------- | --------------------- |
| 1月14日 | 惰理亜・楽房『違知』  | よしもと漫才劇場/大阪 |
| 1月28日 | 惰理亜・楽房 『仁』   | よしもと漫才劇場/大阪 |
| 2月7日  | 惰理亜・楽房『違知』  | よしもと漫才劇場/大阪 |
| 2月19日 | 惰理亜・楽房 『仁』   | よしもと漫才劇場/大阪 |
| 2月27日 | 惰理亜・楽房『賛』    | よしもと漫才劇場/大阪 |
| 3月11日 | 惰理亜・楽房 『違知』 | よしもと漫才劇場/大阪 |
| 3月26日 | 惰理亜・楽房 『仁』   | よしもと漫才劇場/大阪 |
| 4月6日  | 惰理亜・楽房 『違知』 | よしもと漫才劇場/大阪 |
| 4月14日 | 惰理亜・楽房 『仁』   | よしもと漫才劇場/大阪 |
| 4月23日 | 惰理亜・楽房『賛』    | よしもと漫才劇場/大阪 |

## 出囃子
- Idhi Oka Nandanavanam（Chiranjeevi & Radha）